# Liste des chefs d'État du Mali
Cette page dresse la liste des chefs d'État et présidents de la république du Mali, ancien Soudan français devenu indépendant le 22 septembre 1960.

## Mode de scrutin
Le président de la république du Mali est élu au scrutin uninominal majoritaire à deux tours pour un mandat de cinq ans renouvelable une seule fois.

## Liste des titulaires
| N°                                       | Portrait                              | Titulaire (Naissance-mort)            | Élection                              | Mandat                                | Mandat                                | Mandat                                | Parti politique                       | Parti politique                       |
| N°                                       | Portrait                              | Titulaire (Naissance-mort)            | Élection                              | Début                                 | Fin                                   | Durée                                 | Parti politique                       | Parti politique                       |
| Président du gouvernement (1960-1968)    | Président du gouvernement (1960-1968) | Président du gouvernement (1960-1968) | Président du gouvernement (1960-1968) | Président du gouvernement (1960-1968) | Président du gouvernement (1960-1968) | Président du gouvernement (1960-1968) | Président du gouvernement (1960-1968) | Président du gouvernement (1960-1968) |
| ---------------------------------------- | ------------------------------------- | ------------------------------------- | ------------------------------------- | ------------------------------------- | ------------------------------------- | ------------------------------------- | ------------------------------------- | ------------------------------------- |
| 1                                        | Modibo Keïta                          | Modibo Keïta (1915-1977)              | 1960 1964                             | 22 septembre 1960                     | 19 novembre 1968                      | 8 ans, 1 mois et 28 jours             |                                       | US-RDA                                |
| Président de la République (depuis 1979) |                                       |                                       |                                       |                                       |                                       |                                       |                                       |                                       |
| 2                                        | Moussa Traoré                         | Moussa Traoré (1936-2020)             | Coup d'État                           | 19 novembre 1968                      | 24 juillet 1979                       | 22 ans, 4 mois et 7 jours             |                                       | Militaire                             |
| 2                                        | Moussa Traoré                         | Moussa Traoré (1936-2020)             | 1979 1985                             | 24 juillet 1979                       | 26 mars 1991                          | 22 ans, 4 mois et 7 jours             |                                       | UDPM                                  |
| –                                        | Amadou Toumani Touré                  | Amadou Toumani Touré (1948-2020)      | Coup d'État                           | 26 mars 1991                          | 8 juin 1992                           | 1 an, 2 mois et 13 jours              |                                       | Militaire                             |
| 3                                        | Alpha Oumar Konaré                    | Alpha Oumar Konaré (né en 1946)       | 1992 1997                             | 8 juin 1992                           | 8 juin 2002                           | 10 ans                                |                                       | Adéma-PASJ                            |
| 4                                        | Amadou Toumani Touré                  | Amadou Toumani Touré (1948-2020)      | 2002 2007                             | 8 juin 2002                           | 22 mars 2012                          | 9 ans, 9 mois et 14 jours             |                                       | Indépendant                           |
| –                                        | Amadou Haya Sanogo                    | Amadou Haya Sanogo (né en 1972)       | Coup d'État                           | 22 mars 2012                          | 12 avril 2012                         | 21 jours                              |                                       | Militaire                             |
| République du Mali (2012-2013)           |                                       |                                       |                                       |                                       |                                       |                                       |                                       |                                       |
| –                                        | Dioncounda Traoré                     | Dioncounda Traoré (né en 1942)        | Intérim                               | 12 avril 2012                         | 4 septembre 2013                      | 1 an, 4 mois et 23 jours              |                                       | Adéma-PASJ                            |
| 5                                        | Ibrahim Boubacar Keïta                | Ibrahim Boubacar Keïta (1945-2022)    | 2013 2018                             | 4 septembre 2013                      | 18 août 2020                          | 1 an, 11 mois et 14 jours             |                                       | RPM                                   |
| –                                        | Assimi Goïta                          | Assimi Goïta (né en 1983)             | Coup d'État                           | 24 août 2020                          | 25 septembre 2020                     | 1 mois et 1 jour                      |                                       | Militaire                             |
| –                                        |                                       | Bah N'Daw (né en 1950)                | Transition                            | 25 septembre 2020                     | 25 mai 2021                           | 8 mois                                |                                       | Indépendant                           |
| –                                        | Assimi Goïta                          | Assimi Goïta (né en 1983)             | Coup d'État                           | 25 mai 2021                           | En fonction                           | 3 ans, 11 mois et 18 jours            |                                       | Militaire                             |

## Titre
- 1960-1968 : président du gouvernement, chef de l'État
- 1968-1979 : président du Comité militaire de libération nationale, chef de l'État
- 1979-1991 : président de la République
- 1991 : président du Conseil de réconciliation nationale
- 1991-1992 : président du Comité de transition pour le salut du peuple
- 1992-2012 : président de la République
- 2012 : président du Comité national pour le redressement de la démocratie et la restauration de l’État
- 2012-2020 : président de la République
- 2020 : chef de l'État (en tant que président du Comité national pour le salut du peuple)
- depuis 2020 : président de la Transition, chef de l'État[2].

## Classement par durée de mandat
| Rang | Nom                    | En jours    | En années                  | N° | Dates     | Commentaire                  |
| ---- | ---------------------- | ----------- | -------------------------- | -- | --------- | ---------------------------- |
| 1    | Moussa Traoré          | 7 858 jours | 21 ans, 6 mois et 7 jours  | 2  | 1969-1991 | Renversé par un coup d'État. |
| 2    | Alpha Oumar Konaré     | 3 652 jours | 10 ans                     | 3  | 1992-2002 | Fin de mandat                |
| 3    | Amadou Toumani Touré   | 3 575 jours | 9 ans, 9 mois et 14 jours  | 4  | 2002-2012 | Renversé par un coup d'État. |
| 5    | Modibo Keïta           | 2 980 jours | 8 ans, 1 mois et 28 jours  | 1  | 1960-1968 | Renversé par un coup d'État. |
| 4    | Ibrahim Boubacar Keïta | 2 541 jours | 6 ans, 11 mois et 15 jours | 5  | 2013-2020 | Renversé par un coup d'État. |